# 八步镇 (雅安市)
八步镇，原为八步乡，是中华人民共和国四川省雅安市雨城区下辖的一个乡镇级行政单位。2019年12月，撤销观化乡和八步乡，设立八步镇，以原观化乡和原八步乡所属行政区域为八步镇的行政区域。

## 行政区划
八步镇下辖以下地区：
枫木村、石龙村、白云村、李家村、金花村、八步村、石缸村和紫石村。